# Шевченко Михайло Дмитрович
Миха́йло Дми́трович Шевче́нко — український графік, лауреат Шевченківської премії 1983 року.

## Життєпис
1972 року закінчив Ленінградський інститут театру, музики і кіно.
З 1976 року — старший художній редактор редакції дослідно-експериментальних зразків книжкової продукції Держкомвидаву УРСР.
Лауреат Шевченківської премії 1983 року — разом з Володимиром Бойком, Ростиславом Ліпатовим — керівники авторської групи, Геннадієм Кузнецовим, Євгеном Матвєєвим, Юрієм Новиковим — художники, Анатолієм Зубцем — складач, Миколою Хоменком — друкар «за впровадження нових принципів конструювання, оформлення і поліграфії виконання творів класиків марксизму-ленінізму та видатних діячів комунізму і робітничого руху (К. Маркса „Капітал“, „Громадянська війна у Франції“; Г. Димитрова „І все-таки вона крутиться!..“)».

## Твори
- оформлення книг «Загибель ескадри» О. Корнійчука, 1978
- «Блискучий світ» О. Гріна, 1978,
- «Похорон друга» П. Тичини, 1979,
- «Капітал» К. Маркса, 1982, у співавторстві,
- «Американський зошит» І. Драча, 1981,
- «Зоря і смерть Пабло Неруди» І. Драча, 1984,
- «Кобзар» Т. Шевченка, 1989
- графічні серії — «Випадки» (1988), «Куди йдемо?», «Переможець» (обидві — 1989)
- оформлення Музею Тараса Шевченка в Києві (композиції на теми поем «Сон» і «Три літа»; у співавторстві)
- оформлення Музею космонавтики в Житомирі (12 композицій «Космічна елегія», 1990, у співавторстві)
- картина «Камо грядеші?» (1991),
- триптих «Пісня про Батьківщину» (1992),
- «Вечір в домі Лоренцо» (1994).